# Équipe du Burundi masculine de volley-ball
L'équipe du Burundi de volley-ball est l'équipe nationale qui représente le Burundi dans les compétitions internationales de volley-ball.
La sélection est neuvième du Championnat d'Afrique masculin de volley-ball 2019.